# Піонер (стадіон, Миколаїв)
Стадіон «Піонер» — один зі стадіонів Миколаєва. З 1913 по 1923 рік був домашньою ареною команди «Уніон». З 1926 по 1965 рік — футбольного клубу МФК «Миколаїв».

## Хронологія назв
- 1913—1923: без назви
- 1926—1936: Червоний стадіон
- 1936—1938: Стадіон ім. Павла Постишева
- 1938—1957: Стадіон ім. Андре Марті
- 1957—1967: Авангард
- 1967—н.ч.: Піонер

## Історія

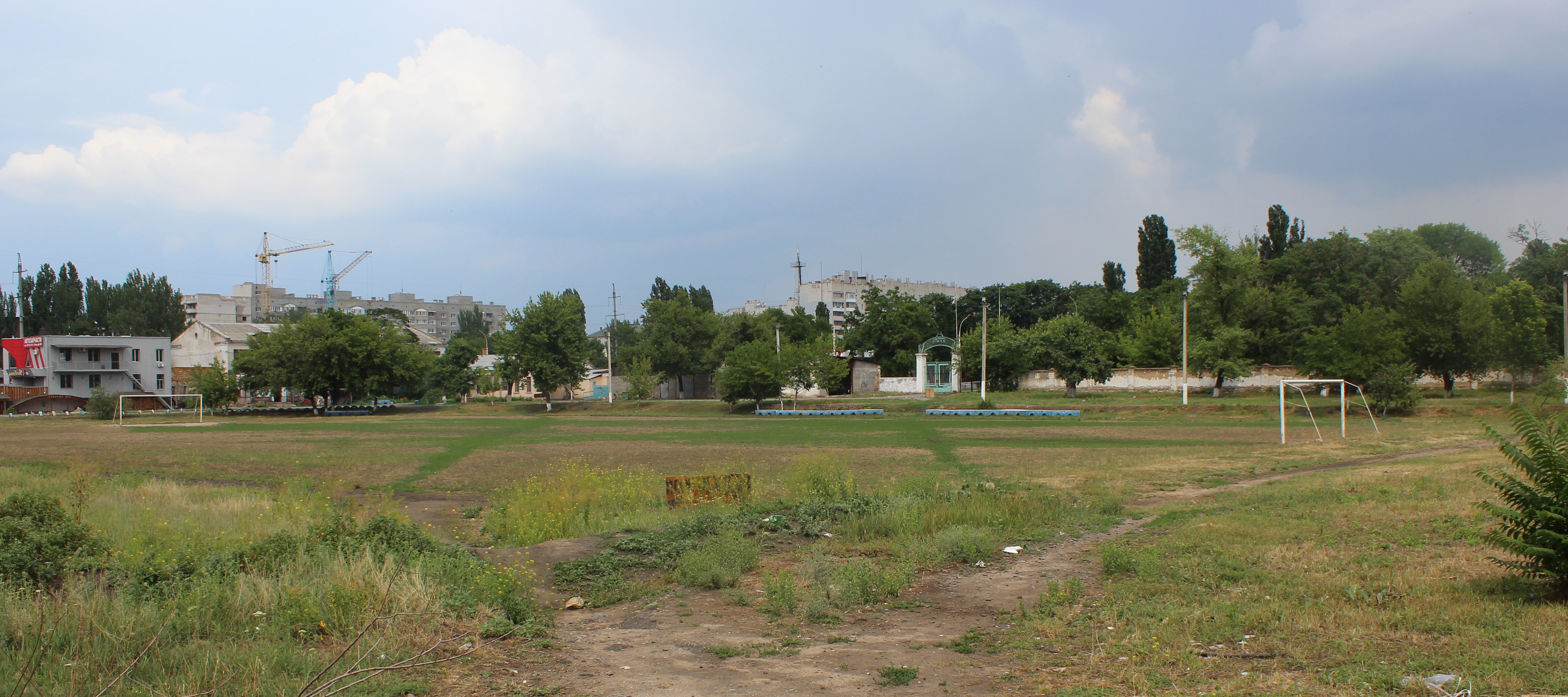
2013 рік. Стан основного поля стадіону «Піонер»

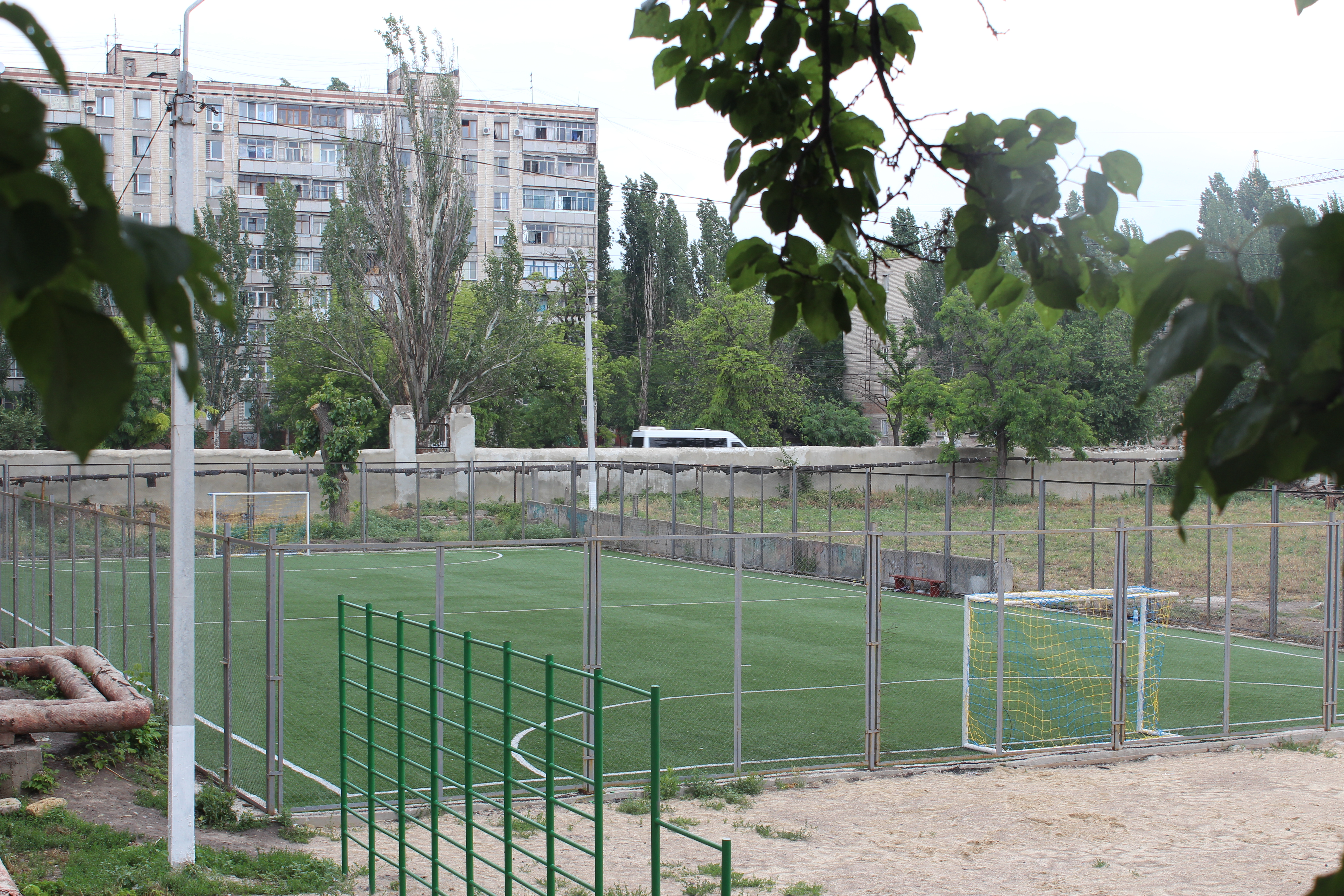
2013 рік. Майданчик зі штучним покриттям

Футбольний майданчик у Миколаєві на місці сучасного стадіону «Піонер» вперше був обладнаний у 1913 році членами футбольного клубу «Уніон». Гравці «Уніона» проводили тут свої матчі до 1923 року, коли команда була розформована.
У 1926 році на цьому місці відкрито «Червоний стадіон»:134. Стадіон належав Заводу ім. Марті і був домашньою ареною заводської команди. У 30-х роках XX століття стадіон носив ім'я Павла Постишева, а коли того в 1938 році оголосили «ворогом народу» — отримав ім'я французького революційного моряка Андре Марті. У 50-х роках стадіон перейменували в «Авангард».
У середині 60-х років стадіон «Авангард» морально й за своїми розмірами не відповідав вимогам міста. Тоді було розпочато будівництво нової арени. Коли в 1965 році «Суднобудівник» був відкритий, «Авангард» був переданий міськвно й перейменований у «Піонер».

## Занепад
Стадіон за декілька десятиліть фактично зруйнований: знесено трибуни, освітлювальні щогли, непридатним стало й футбольне поле.

## Реконструкція
У травні 2012 року на території стадіону відкрито футбольний майданчик зі штучним покриттям.

## Інфраструктура
- Основне поле — стандартне (відкрите в 1957 році).
- Майданчик зі штучним покриттям — 42х22 метри (відкритий у 2012 році).